# Capri Sun
Capri Sun è un singolo del rapper italiano Capo Plaza, pubblicato il 3 giugno 2022 come secondo estratto dal primo mixtape Hustle.

## Video musicale
Il video, diretto da PeterMarvu, è stato reso disponibile in concomitanza con il lancio del singolo attraverso il canale YouTube del rapper.

## Tracce
1. Capri Sun – 3:20

## Formazione
- Capo Plaza - voce
- Shune - produzione

## Classifiche

### Classifiche settimanali
| Classifica (2022) | Posizione massima |
| ----------------- | ----------------- |
| Italia            | 5                 |

### Classifiche di fine anno
| Classifica (2022) | Posizione |
| ----------------- | --------- |
| Italia            | 22        |
| Classifica (2023) | Posizione |
| Italia            | 60        |